# BMW E46 M3

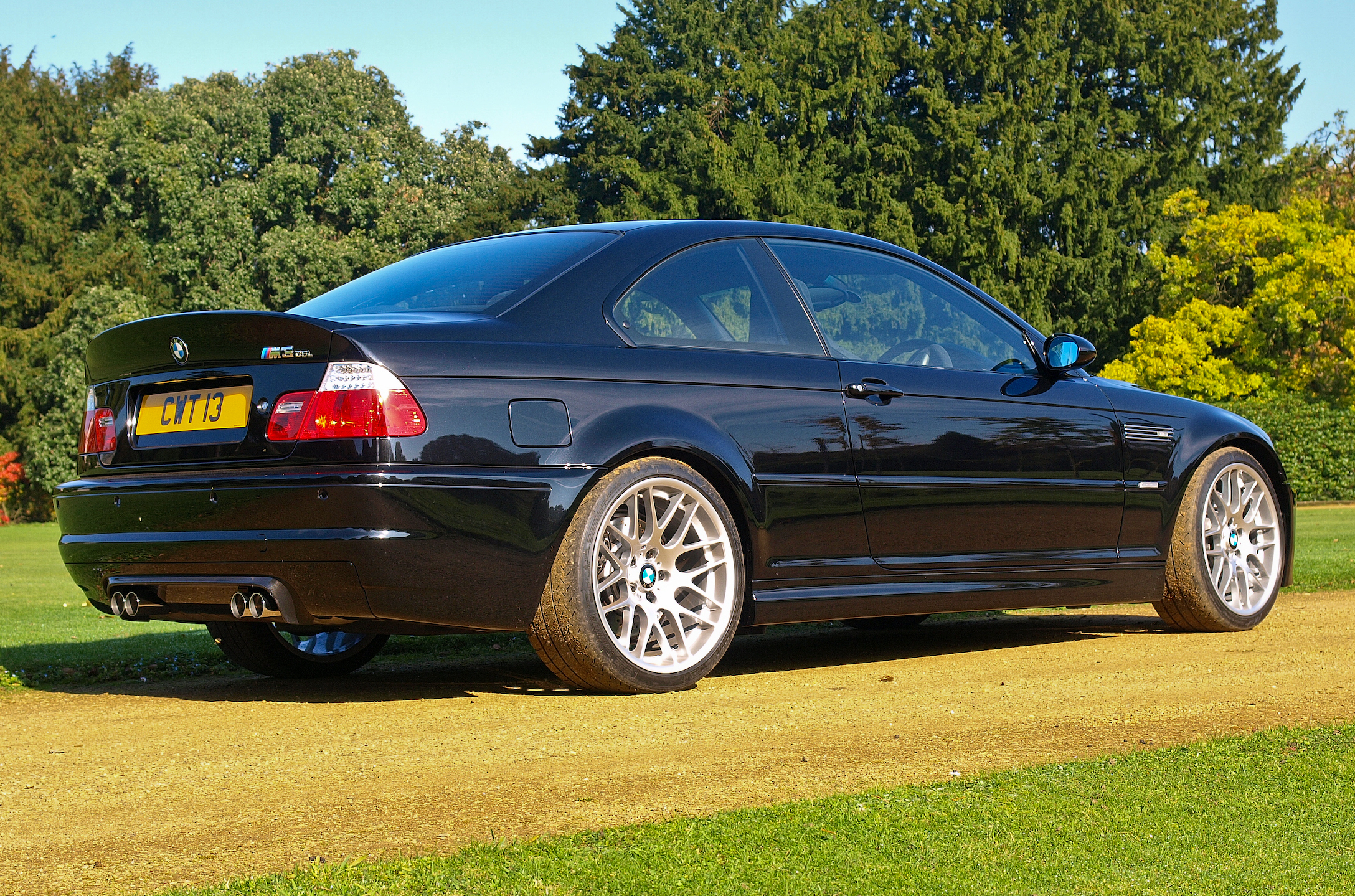
Bmw E46 M3 CSL

BMW E46 M3 är en högpresterande variant av BMW 3-serie som tillverkades mellan 2000 och 2006 av BMW M GmbH. Modellen efterträdde E36 M3 och ersattes senare av E92 M3. Den introducerades med uppdateringar i motor, chassi och design jämfört med standardversionerna av BMW E46-serien.

## Motor och prestanda
BMW E46 M3 är utrustad med en 3,2-liters rak sexcylindrig motor med motorkoden S54B32. Motorn har en effekt på 343 hästkrafter vid 7900 varv per minut och ett maximalt vridmoment på 365 Nm vid 4900 varv per minut.
Acceleration från 0 till 100 km/h sker på cirka 5,1 sekunder med en manuell växellåda. Med den automatiserade manuella växellådan SMG II kan accelerationen vara något snabbare. Toppfarten är elektroniskt begränsad till 250 km/h, men utan begränsningen kan bilen uppnå högre hastigheter.

## Växellåda och drivlina
BMW E46 M3 erbjöds med två växellådsalternativ: en sexväxlad manuell växellåda och den automatiserade manuella växellådan SMG II (Sequential Manual Gearbox). SMG II kan användas både i automatiskt och manuellt läge via paddlar på ratten och använder elektrohydraulik för växling.
Modellen har bakhjulsdrift och är utrustad med ett mekaniskt begränsat differentialspärr för att förbättra greppet vid acceleration och kurvtagning.

## Chassi och köregenskaper
E46 M3 har en bredare spårvidd än standardversionerna av E46-serien och ett förstärkt fjädringssystem. Aluminium används i framvagnens länkarmar för att minska vikten, och bakvagnen har en multilänkaxel.
Bilen har en hydrauliskt assisterad servostyrning och en viktfördelning nära 50:50. Bromsarna är ventilerade både fram och bak.

## Kaross och design
E46 M3 skiljer sig från standardmodellerna genom en bredare kaross, ändrad frontdesign och en bakre diffuser. Motorhuven har en så kallad powerdome för att ge utrymme åt motorn. Bak på bilen finns fyra avgaspipor, vilket är ett designelement hos M-modellerna.
Modellen tillverkades både som coupé och cabriolet. Coupémodellen var den vanligaste, medan cabrioletversionen hade ett fällbart tygtak. Inredningen i M3-modellen inkluderar sportstolar, M-specifik ratt och instrumentpaneler med visning av bland annat oljetemperatur.

## Speciella versioner
M3 CSL (Coupe Sport Leichtbau) lanserades 2003 som en lättviktsversion av M3. Bilen hade minskad vikt genom användning av kolfiberförstärkt plast och andra material, samt en motoruppgradering till 360 hästkrafter. CSL-versionen fanns endast med SMG II-växellåda.
En annan specialversion var M3 GTR, som utvecklades för tävlingsbruk. GTR-versionen var utrustad med en 4,0-liters V8-motor och fanns i ett begränsat antal gatlegala exemplar.

## Vanliga problem och underhåll
E46 M3 har vissa kända problemområden. Ett av de mest uppmärksammade är sprickbildning i bakre subframe, där fästena kan spricka vid hög belastning. På senare modeller genomförde BMW uppdateringar för att minska risken, och vissa ägare har förstärkt fästena i efterhand.
SMG II-växellådan kan drabbas av problem med hydraulpumpar och sensorer, vilket kan orsaka växlingsproblem. Många förare föredrar den manuella växellådan för att undvika dessa komplikationer.

## Tillverkning
E46 M3 tillverkades mellan 2000 och 2006 och var en prestandamodell baserad på E46-generationen av BMW:s 3-serie. Modellen hade en 3,2-liters sexcylindrig motor och fanns med både manuell och automatisk växellåda. Specialversioner som M3 CSL och M3 GTR utvecklades med fokus på prestanda och racing.